# Syed Masood
Syed Masood es un personaje ficticio de la serie de televisión británica EastEnders, interpretado por el actor Marc Elliot del 21 de abril del 2009 hasta el 15 de noviembre del 2012. 

## Antecedentes
Syed es el hijo mayor de Masood Ahmed y Zainab Masood, sus hermanos menores son Tanwar, Shabnam y Kamil. Antes de que su familia llegara a Waldford Syed no tuvo contacto con ellos por cuatro años debido a que había robado de la empresa familiar casi dejándolos en la quiebra y dejó que su padre se echara la culpa, lo cual ocasionó que su familia se alejara de él. Poco después Syed se mudó al norte de Inglaterra y trabajó como agente inmobiliario, más tarde arribó a Waldford y se arregló con su familia.

## Biografía
Finalmente en el 2012 Syed y su novio Christian Clarke se casaron en una ceremonia civil.